# Püspökszilágy
Püspökszilágy é um município da Hungria, situado no condado de Peste. Tem 25,3 km² de área e sua população em 2015 foi estimada em 720 habitantes.